# Platypalpus nitidipleura
Platypalpus nitidipleura är en tvåvingeart som beskrevs av Axel Leonard Melander 1927. Platypalpus nitidipleura ingår i släktet Platypalpus och familjen puckeldansflugor.
Artens utbredningsområde är Montana. Inga underarter finns listade i Catalogue of Life.